# Општина Ђеорђе Енеску (Ботошани)
Ђеорђе Енеску (рум. George Enescu) општина је у Румунији у округу Ботошани.
Oпштина се налази на надморској висини од 226 m.